# Candé
Candé ist eine französische Gemeinde mit 2.815 Einwohnern (Stand: 1. Januar 2022) im Kanton Segré-en-Anjou Bleu im Arrondissement Segré im Département Maine-et-Loire und in der Region Pays de la Loire. Die Einwohner werden Candéens genannt.

## Geografie
Candé liegt etwa 37 Kilometer westnordwestlich von Angers an der Erdre und ihren Zuflüssen Pont Ménard und Fief Briand. Umgeben wird Candé von den Nachbargemeinden Vallons-de-l’Erdre im Norden und Westen, Angrie im Osten und Nordosten sowie Val d’Erdre-Auxence im Osten und Südosten.
Durch die Gemeinde führen die früheren Routes nationales 23bis (heutige D923), 163 (heutige D963) und 770 (heutige D770).

## Geschichte
Als strategisch bedeutender Ort wurde zu Beginn des 11. Jahrhunderts eine Wallburg errichtet. Erstmals urkundlich erwähnt wird der Ort als Condatum 1076. Die besondere Bedeutung behielt der Ort bis in das 18. Jahrhundert bei.

## Bevölkerungsentwicklung
| 1962 | 1968 | 1975 | 1982 | 1990 | 1999 | 2006 | 2018 |
| ---- | ---- | ---- | ---- | ---- | ---- | ---- | ---- |
| 2355 | 2444 | 2664 | 2653 | 2542 | 2595 | 2721 | 2830 |

## Sehenswürdigkeiten
- Menhire
- Kirche Saint-Denis
- Kapelle Saint-Jean
- Priorei der Abtei Saint-Nicolas
- Stift Sainte-Catherine
- Schloss Beaulieu

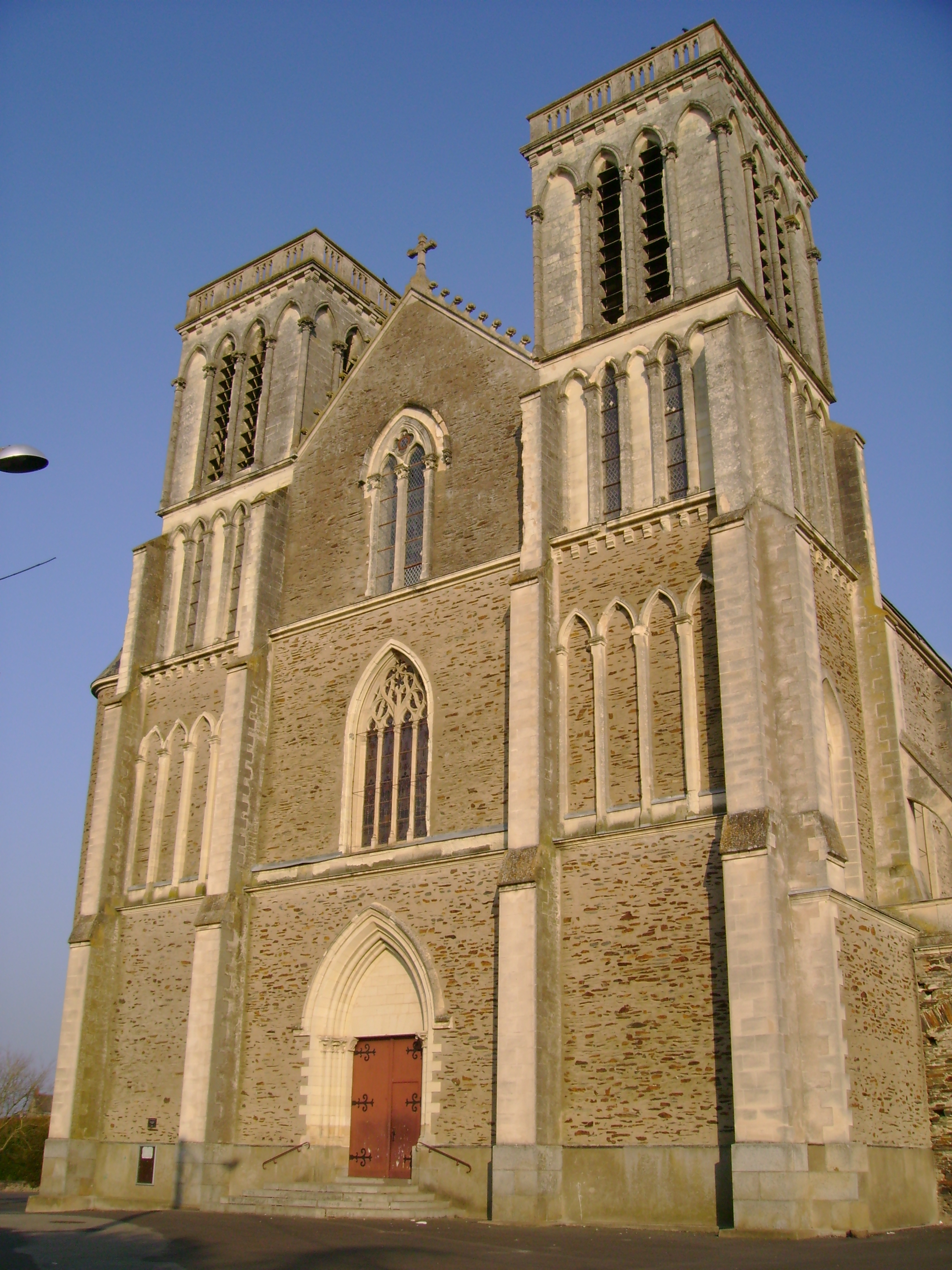
Kirche Saint-Denis

- Schloss La Saulaie aus dem 14. Jahrhundert
- Schloss Villeneuve
- Mühle Saulaie
- Waschhaus

Siehe auch: Liste der Monuments historiques in Candé

## Persönlichkeiten
- Jeanne Rij-Rousseau (1870–1956), Malerin

## Gemeindepartnerschaft
Mit dem Ortsteil Freienhagen der hessischen Stadt Waldeck besteht seit 1965 eine Freundschaft.